# Pro Tools
Pro Tools是用在Mac OS X和Microsoft Windows作業系統的一個數位音訊工作站平臺，由Digidesign發展和製造，是艾维科技的一部分，用于音樂录音和编辑、電影配樂製作以及電影和電視後製中。它廣泛用於整個音訊行業的專業人士和音樂製作人。Pro Tools 有三個類型的系統：HD、LE 和 M-Powered。HD 是高端包 (Hi-End Package)，並且為硬體和軟體的結合。該硬體包括外部A/D轉換器和用板載DSP的內部PCI或PCIe音效卡。Pro Tools 9（取代了LE和M-Powered系统）以及之后的版本已可以兼容所有声卡，但配套的HD版本依然存在。

## 概述
基本上，Pro Tools 類似于一個多軌磁帶錄音機和混音機，伴隨的附加功能只能在數位介質中執行。高端的版本支援多達 192kHz 取樣速率和 16 及 24 位的位元深度，打開WAV、AIFF、MP3、SDII音訊檔和QuickTime影片檔。它以時間代碼、節奏地圖、自動化和環繞聲的功能為特色。

## 介面
大多數的 Pro Tools 基本功能可以由編輯或組合的視窗控制。編輯視窗顯示音訊和 MIDI 的曲目，並提供記錄或導入資訊的圖形表示形式。在這裡，可以在一種 非線性、非破壞性的個別樣本級別中編輯音訊，MIDI 資訊也可以進行操作。混音機視窗顯示每個 Fader 頻道，並允許調整的一個頻道的音量和 Pan，以及常用的地方以插入外掛程式的效果，路由音訊至不同的輸出和輸入。
Pro Tools中的虛擬樂器及處理中的效果達到通過插頭外掛程式的使用，也由 DSP 晶片作為 TDM 外掛程式，或主機作為 RTAS (Real Time AudioSuite) 外掛程式。

## 系統

### Pro Tools HD 系統
Pro Tools的HD系统由HD Core核心运算卡负责安装和运行软件以及DSP运算，I/O接口负责数据流的输入和输出。HD Accel加速卡则可以增强HD的运算性能。Pro Tools HD 9已可以兼容所有支持Core Audio和ASIO的音频接口。

### Pro Tools LE 系統、Pro Tools M Powered 系統
Pro Tools 9及后续版本的推出使得这两个系统已毫无意义，不过以前的系统可以升级成Pro Tools 9。

### Pro Tools HDX 系统
该系统赠送一套HDX卡，可以提供比原来的HD卡快15倍的DSP加速，亦可同时处理比原先多四倍的声音以及四倍的延时补偿。每台机器可安装三个HDX卡。HDX系统推出了一种新的名叫AAX的插件格式，有望替代原先的TDM和RTAS。

## Pro Tools 發行時間線
1989
Sound Tools 立體聲錄音及編輯系統
1991
最初的 Pro Tools 系統已發布，以 4 聲音、ProDECK 和 ProEDIT 軟體、MIDI 和自動化為特色
1994
Pro Tools III 系統，提供 16-48 聲音
1997
Pro Tools | 24 (24 位元音訊)
1998
Pro Tools | MIX (用於混和聲音的延伸 DSP 功能)
1999
Digi 001 伴隨著 Pro Tools LE (light 版本的 Pro Tools)
2002
Pro Tools | HD 系統 (支援 96 kHz 及 192 kHz HD 音訊); Mbox 及 Digi 002 (三月和九月)
2003
Pro Tools | HD Accel 系統 (其他 DSP 功能); Pro Tools Users 群組在洛杉磯成立
2005
VENUE (用於現場聲音的 Pro Tools); Mbox 2; Pro Tools M-Powered (八月); Pro Tools 7.0 (十一月), 7.1 (支援 Apple 的 PCIe G5) (十二月) Avid 取得 Wizoo 與其 AIR (Advanced Instrument Research) 創作，宣佈為一種 Avid 的策略性發展手臂，Pro Tools 用於建立虛擬樂器和外掛程式。
2006
Pro Tools 7.2 (八月) 和 7.3 (十二月); Pro Tools LE 及 HD 支援基於 Intel 的 Mac (分別於五月和九月); Mbox 2 Pro; Mbox 2 Mini
2007
003 和 003 Rack (二月); Mbox 2 Micro (十月); Pro Tools 7.4 (十一月) (Elastic Audio)
2008
Pro Tools 8 (Elastic Pitch, Score Editor, MIDI Tools); 003 Rack + ，后被破解。
2010
Pro Tools 9（已可以兼容所有声卡，但已不再支持Windows XP操作系统）
2011
Pro Tools 10的Timeline Cache已经不需依赖硬件; Pro Tools HDX 介面卡 (“Accel”的下一代）在 AES（页面存档备份，存于） 大會公布。
2012
"'Avid（页面存档备份，存于）將 AIR 賣給  inMusic（页面存档备份，存于）。
2013
Avid 發表 Pro Tools 11 並在第二季時發貨 ，此次更新大幅提升其性能及更好的工作流程; Pro Tools 第一個 64-bit 的應用程式，Real Time AudioSuite (RTAS) 和 TDM 也支援 AAX 格式。
2014
與 Apogee Electronics（页面存档备份，存于） 合作發行 Pro Tools | Duet 和 Pro Tools | Quartet。
2015
Pro Tools | First - 第一個免費版的 Pro Tools 軟體; Pro Tools 12 - 開始能用訂閱的方式使用(分月、年)，能在應用程式裡用 Avid Marketplace 購買外掛程式、Metadata 檢查器、I/O設定提升。

## 外部連結
- Digidesign 官方網站（页面存档备份，存于）